# Schlitters
Schlitters è un comune austriaco di 1 455 abitanti nel distretto di Schwaz, in Tirolo. Si trova nella Zillertal.